# فیودور شالیاپین

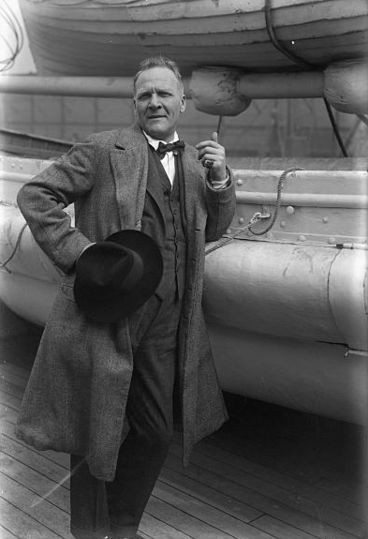
فیودور شالیاپین

فیودور ایوانویچ شالیاپین (روسی: Фёдор Ива́нович Шаля́пин؛ انگلیسی: Fyodor Ivanovich Shalyapin؛ ۱۳ فوریه ۱۸۷۳–۱۲ آوریل ۱۹۳۸) یک خوانندهٔ روس اپرا بود.

## نگارخانه

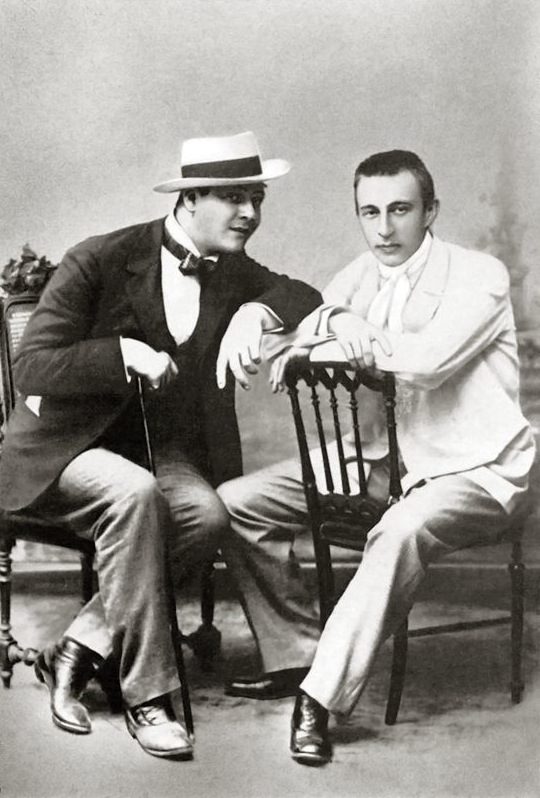
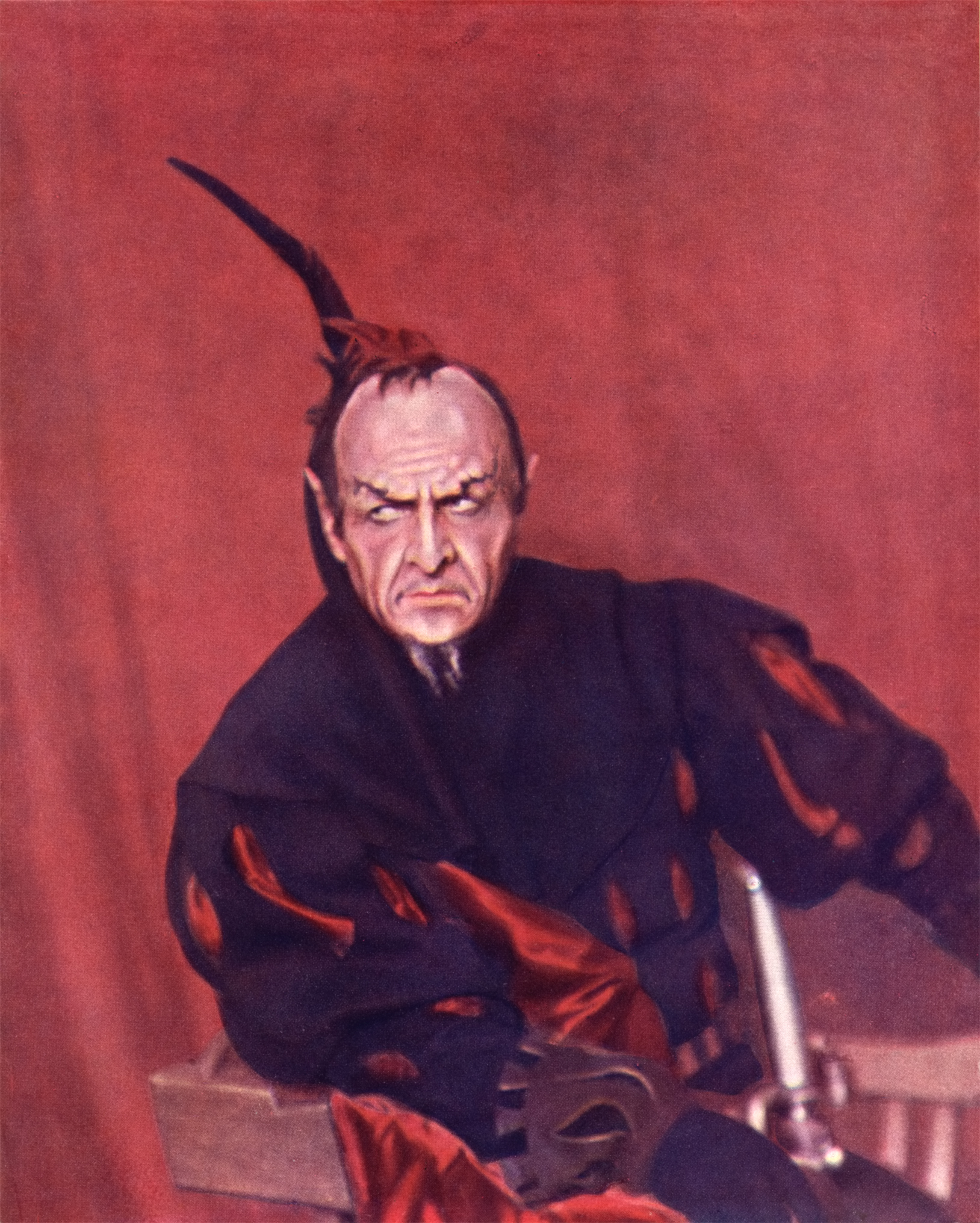
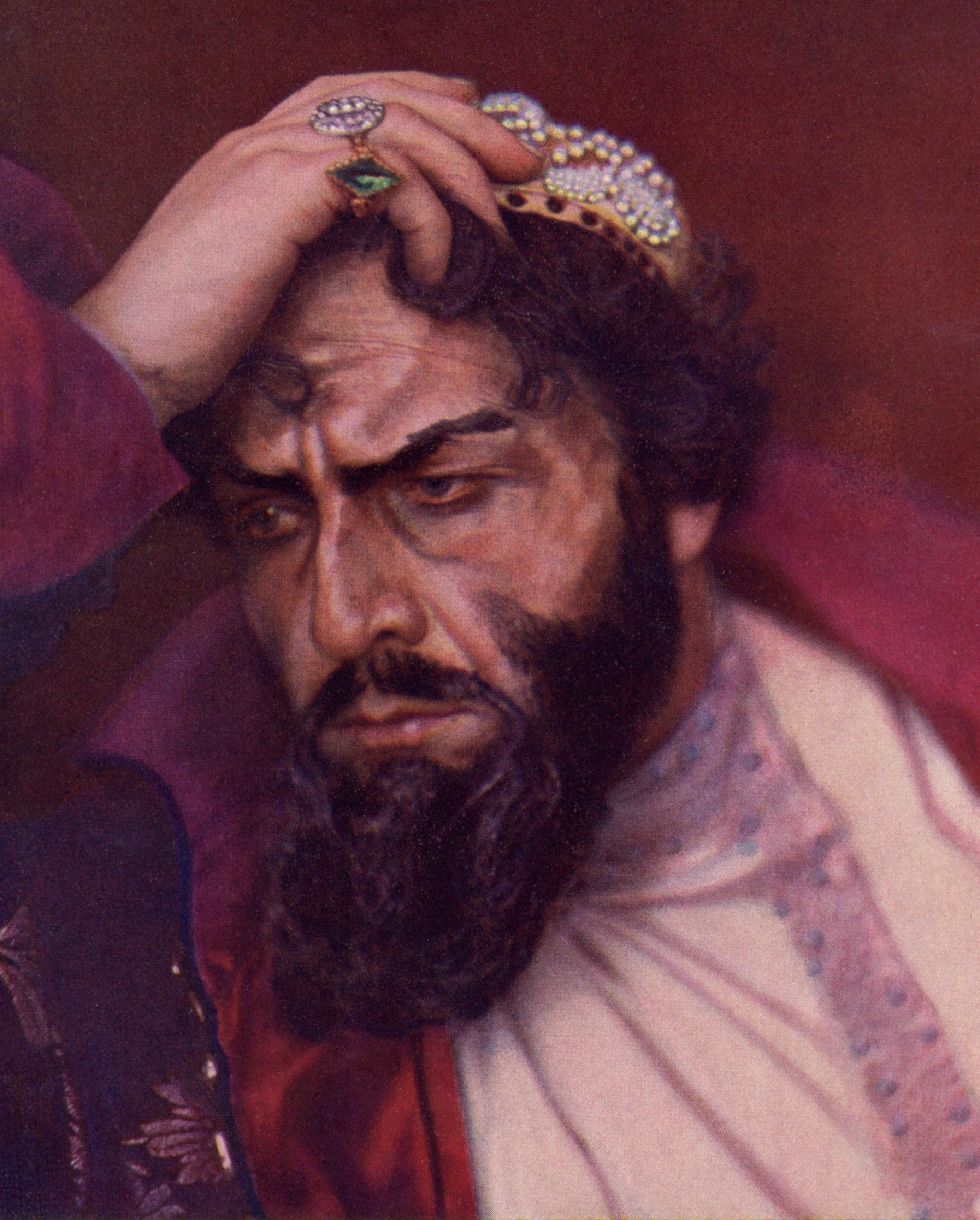